# Ángel y el Mono
Ángel y el Mono, es una serie de historietas humorísticas creada por el escritor de historietas E. Nelson Bridwell para la editorial DC Comics, cuyos personajes debutaron por primera vez en el año de 1968 en Showcase Vol. 1 #77 y luego posteriormente se ganaría su propio título, realizado con el propio arte del artista de historietas Bob Oksner, y entintado habitualmente por Wally Wood. Este título se prolongó durante ses números cambiando su nombre a "Meet Angel como título final.

## Biografía de los personajes
Ángel O'Day, es una investigadora privada, que administra la Agencia de Detectives O'Day y Simeón, junto a su pareja el simio conocido como Sam Simeon, un gorila parlante. Sam se diferencia de muchos detectives ficticios estereotipados, además de ayudar a Ángela, Sam es a la vez un artista de historietas y un gorila. El apellido de Sam es un juego de las palabras basado en la palabra "simio" ( "en referencia a un mono").

### Pre-Crisis y Post-Crisis
Durante la época pre-crisis, en la continuidad de Tierra-1, Angel Beatrix O'Day es una investigadora privada que administra una agencia de detectives con su pareja, Sam Simeón. Sam se diferencia de muchos detectives estereotipados por ser un excelente dibujante de cómics asmismo de ser un gorila a los ojos de los demás. Mientras trabajaba como traductora para una empresa de mensajerías, Angel descubrió una operación de contrabando masivo por casualidad. Con el dinero de la recompensa, abrió una agencia de detectives. El mejor amigo de su padre, el famoso detective chino Charlie Chum, le enseñó todo lo que sabía a Angel sobre el trabajo de detectives. Sam descubre una temprana aptitud por el arte y se convirtió en un talentoso artista de cómics. Al principio, él tenía un trabajo con Stan Bragg en Cómics Brainpix, pero Bragg tomó la mayor parte del crédito por el trabajo de Sam.
Ante esta frustración, Sam aceptó convertirse en socio de Angel en la agencia de detectives, aunque sólo a tiempo temporal. Sam más tarde consiguió un trabajo mejor en Cómics DZ. Con el paso del tiempo, Sam descubre que resulta siendo el nieto del supervillano conocido como el Gorilla Grodd, un enemigo de Flash. Como tal, Sam pronto descubriría que también adquirió poderes mentales, que le permiten utilizar para hacer que un número limitado de personas lo vean como un ser humano y no como un simio. Sin embargo, una desconcentración de sus poderes mentales permite a la gente verlo con su verdadera apariencia. Se revelaría más adelante que en el fondo, Ángel y Sam se sienten atraídos el uno por el otro. Con el tiempo, la carrera como detective de Sam obtuvo gran éxito y desde entonces han participarían en muchos casos extraños. Debido a sus conexiones familiares, ha logrado manejar una gran cantidad de trabajos como detective para la comunidad de los superhéroes.
Hace unos años, cuando el Gorila Grodd intentó aprovechar su poder mental contra las fuerzas elementales de la Tierra, reclutó y tomó el control de prácticamente todos los gorilas inteligentes en la Tierra, entre ellos: Congorilla, Monsieur Mallah, Gorilla Boss de Gotham City, el amigo de B'wana Beast, Djuba y al propio Sam, a quien obligó a raptar a Angel en contra de su voluntad. Ellos fueron puestos en libertad del control de Grodd cuando su cerebro fue sobrecargado. Después del evento, Sam pensó en regresar a Ciudad gorila, pero rápidamente cambió de opinión cuando vio cómo sus compañeros gorilas admiraron la belleza de Angel. Angel pronto se olvidó de su visita a la ciudad Gorila, debido a la laguna mental que el Rey Solovar había hecho para acabar con el conocimiento sobre Ciudad Gorila de las mentes de la raza humana. Recientemente, Angel y Sam, en colaboración con Los Cinco Inferiores, frustraron los planes de Grodd para cambiar la realidad mediante el uso del Green Glob para sus propios fines. Después, Sam decidió permanecer en el mundo del hombre. No se sabe cómo la reciente muerte de Solovar y la reorganización política posterior en Ciudad Gorila pudo haber afectado esta decisión. Sam sería visto por última vez ayudando a J'onn J'onzz a resolver el misterio de la mente maestra detrás de la muerte Solovar y la transformación de los miembros de la Liga de la Justicia en los gorilas. Por supuesto, el villano que resultó involucrado fue el abuelo de Sam.

## Características de los personajes
Angel es una detective con un excelente ojo para la investigación. Ella es muy inteligente y bien educada, sabe doce idiomas (mandarín, chino cantonés, japonés, holandés, africano, suajili, antiguo y moderno griego, latín, español, alemán, ruso y Atlante), es una excelente hacker y una maestra de la criptografía. Ella es una destacada combatiente cuerpo a cuerpo, con amplios conocimientos de karate y kung-fu. Ella es también una excelente tiradora clase "A". Ella usa un arma de acero inoxidable, un Detonic 45 ACP como arma principal. Sam tiene fuerza, agilidad y la resistencia de un gorila normal, pero no ha desarrollado destrezas de combate. Sus poderes mentales le permiten convencer a la gente -uno a la vez- para influenciar en las decisiones de quien quiera que le permita obtener a su voluntad información o manipulación del mismo. La mayoría de las veces, usa ese poder para que la gente no se de cuenta de que es un gorila. Sam puede afectar a grandes multitudes en un grado limitado, pero si él está distraído, su concentración hace que se desconcentre, algo que puede tener resultados espectaculares en lugares muy concurridos. Sam es también un artista muy talentoso, desarrollándole su coordinación de la mano-ojo.Aunque por lo general tiene buenos modales y es civilizado, Sam tiene el carácter tradicional de un gorila. En el pasado, se ha sabido que se enfurece si alguien lo llama un mono, pero parece que ha madurado respecto a este tema.

## Reviviendo la serie
La serie se ha revivido dos veces. La primera fue bajo la etapa de Phil Foglio en los años 1990, donde Ángel y Mono quedaron atrapados fielmente a sus raíces estrafalarias. En la miniserie de 1991 de Phil Foglio, Ángel se revela como la media hermana de Dumb Bunny, un miembro del grupo superheroico de los Cinco Inferiores, también creados por Bridwell. Sam es replanteado también; además aparece no sólo como empleado de "DZ Comics", sino también como artista, además que acá fue donde se reescribió su historia, al ser retratado como nieto del gorila Grodd, el némesis de The Flash. 

### Vertigo Cómics
Angel y Sam también protagonizaron una serie de casos para la publicación del sello editorial Vertigo Comics en el 2001, de la mano de Howard Chaykin y David Tischman, cómic premiado por el premio Eagle en 2006. Contó con la colaboración del artista Phillip Bond.

### Otras apariciones recientes
Los dos aparecieron en una historia suplementaria especial en el One-Shot de DC Holiday Special #09, escrito y dibujado por Andrew Pepoy.
En 2012, aparecieron en un segmento del título antológico, Joe Kubert Presents.

## Publicaciones conocidas
- Showcase Vol. 1 #77 (septiembre de 1968): "Ángel y el mono"
- Angel and the Ape Vol. 1 #1 (noviembre-diciembre de 1968)
- Angel and the Ape Vol. 1 #2 (enero-febrero de 1969)
- Angel and the Ape Vol. 1 #3 (marzo-abril de 1969)
- Angel and the Ape Vol. 1 #4 (mayo-junio de 1969)
- Angel and the Ape Vol. 1 #5 (julio-agosto de 1969)
- Angel and the Ape Vol. 1 #6 (septiembre-octubre de 1969)
- Meet Ángel #7 (noviembre-diciembre de 1969)
- Limited Collectors' Edición #C-34 (febrero-marzo de 1975) (La Navidad con los Superhéroes)
- Showcase Vol. 1 #100 (mayo de 1978): "Saldrá una reunión"
- Crisis en las Tierras Infinitas #11 (febrero de 1986): "Aftershock" (Ángel aparece con Harvey Bullock y Jonny Thunder y Sam aparece con el Detective Chimp, pero no aparecen juntos).
- Swamp Thing Anual Vol. 2 #3 (1987): "Los primos lejanos"
- Angel and the Ape Vol. 2 #1 (marzo de 1991): "Sacudiendo el árbol de familia"
- Angel and the Ape Vol. 2 #2 (abril de 1991): "La ira de los Simios"
- Angel and the Ape Vol. 2 #3 (mayo de 1991): "Family Feud"
- Angel and the Ape Vol. 2 #4 (junio de 1991): "El mono ve - Ape Doom"
- Guy Gardner: Warrior Vol. 1 #29 (marzo de 1995): "Es mi pelea y voy a luchar si quiero"
- Detective Marciano Anual #2 (1999): "Miedo y Asco en el Planeta de los Simios"
- Angel and the Ape Vol. 3 #1 (octubre de 2001): "Model Behavior" (Vetigo Cómics)
- Angel and the Ape Vol. 3 #2 (noviembre de 2001): "La muerte les sienta tan bien"
- Angel and the Ape Vol. 3 #3 (diciembre de 2001): "36DD para la muerte"
- Angel and the Ape Vol. 3 # 4 (enero de 2002): "Deux Ex Machina"
- Crisis Infinita # 5 (abril de 2006)
- DC Holiday Special 2009 (febrero de 2010): Angel and the Ape
- Joe Kubert Presents #1 (diciembre de 2012)
- Joe Kubert Presents #2 (enero de 2013)
- Joe Kubert Presents #3 (febrero de 2013)
- Joe Kubert Presents #4 (marzo de 2013)
- Joe Kubert Presents #5 (abril de 2013)
- Joe Kubert Presents #6 (mayo de 2013)